# 史丹福郡大學
史丹福郡大學（英語：University of Staffordshire）是英国斯塔福德郡的一間公立大學，主校區位於特伦特河畔斯托克和斯塔福德，此外在利奇菲爾德及什鲁斯伯里有分校區。

## 历史
1901年，实业家、企业家Alfred Bolton购买了今日学院路上的2英亩土地。5年后，第一届矿业讲习班开课；次年，陶艺班开课。
1914年，Cadman楼正式落成，学校定名为中央科学技术学院，教育部长亲自出席。门口墙板上画着矿工和陶工。2013年，Cadman楼内的图书馆会议室被命名为Alfred Bolton会议室以资纪念。
1915年，测温锥学系成立，专事研究生产测温锥（Seger cone）的陶瓷炉工艺。
1924年，英国卡耐基基金会捐赠了一所陶瓷学图书馆。
1926年，学校改名北斯塔福德郡技术学院。
1931年，Cadman楼扩建到车站路，供采矿系和图书馆使用。矿工康乐会为此楼扩建提供了部分资金。
1934年，学院共有4院系：工程（近800学生）、陶瓷（600学生）、采矿（不足500学生）和化学（不足300学生）。
1939年，Cadman楼对过的地皮被买下，新的工程系工坊开放。
1950年，原维多利亚路改名学院路。全院共超过12英亩。1960年，新建了Mellor大楼和实验楼（今Dwight楼）。
1970年，Stoke-on-Trent艺术学院、北斯塔福德郡技术学院和斯塔福德郡技术学院合并，成立了被斯塔福德理工学院。
1977年，Madeley的教师培训学校并入。
理工学院内，Stoke-on-Trent校园注重陶瓷学，Stafford校区重计算机科学、Madeley主要是体育学。
1980年代，由于采矿业的衰落，采矿系被裁撤。
1992年，学院的国际关系系收到了政府表彰。
1988年，改名斯塔福德郡理工学院。1992年，升格为斯塔福德郡大学。

## 校友
- 阿夫杜拉·霍蒂，科索沃政治人物、科索沃第5任總理。
- 沙菲益阿達，马来西亚政治人物、第15任沙巴首席部長

## 外部參考

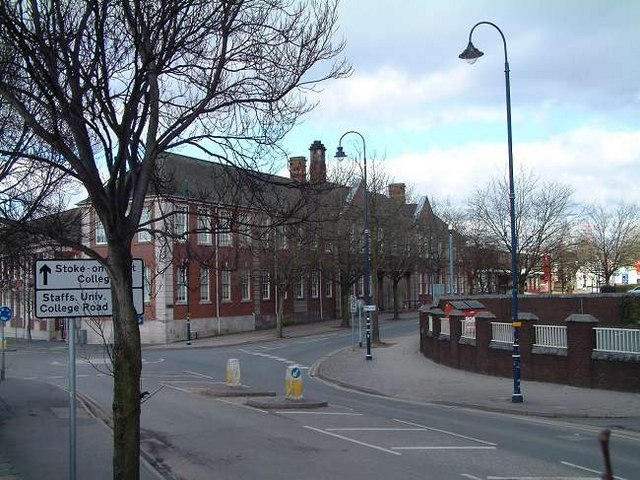
史丹福郡大學

- 史丹福郡大學 University of Staffordshire  官方網址 （页面存档备份，存于）
- Staffordshire University Undergraduate Microsite （页面存档备份，存于）